# Luodokjávrre
Luodokjávrre eller Låutåkjaure kan syfta på ett sjösystem med två större och ett antal mindre sjöar i Arjeplogs kommun i Lappland, Sverige. De båda större är:
- Låutåkjaure (Arjeplogs socken, Lappland, 737062-163104), sjö i Arjeplogs kommun, 66°24′41″N 18°44′38″Ö / 66.4115°N 18.744°Ö (26,3 ha)
- Låutåkjaure (Arjeplogs socken, Lappland, 737168-163138), sjö i Arjeplogs kommun, 66°25′02″N 18°44′32″Ö / 66.4172°N 18.7422°Ö (18,1 ha)